# Deutsche Besetzung Frankreichs im Zweiten Weltkrieg

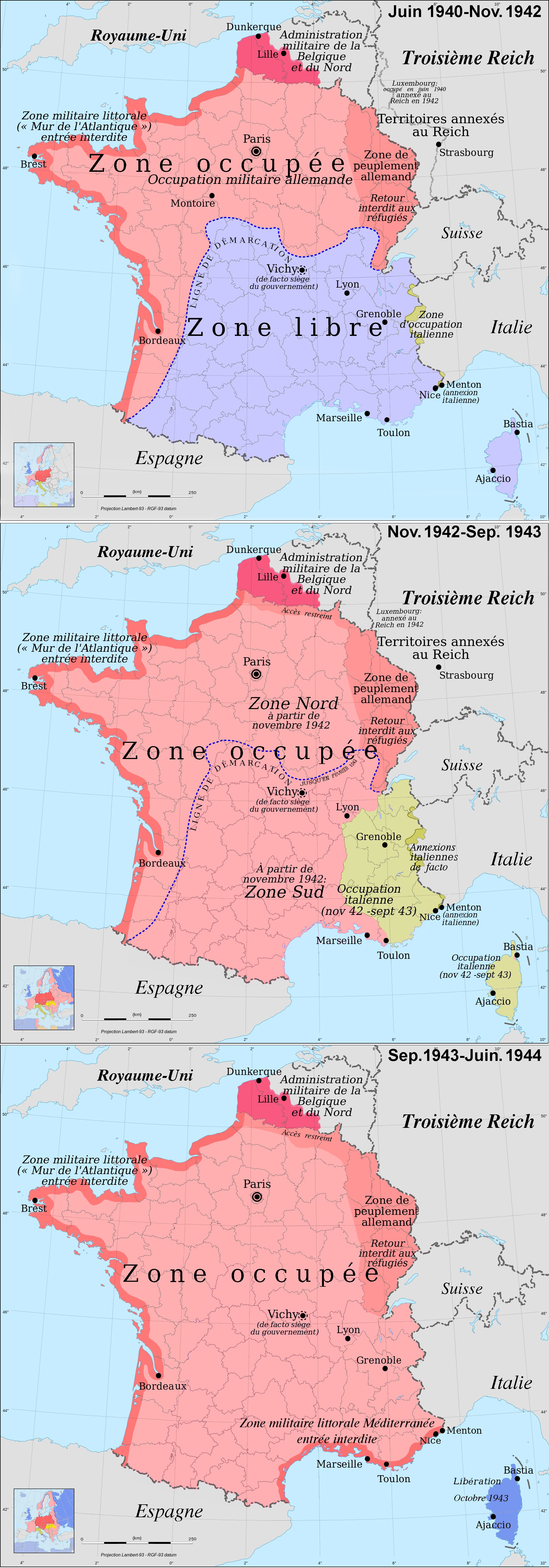
Frankreich während der Besetzung

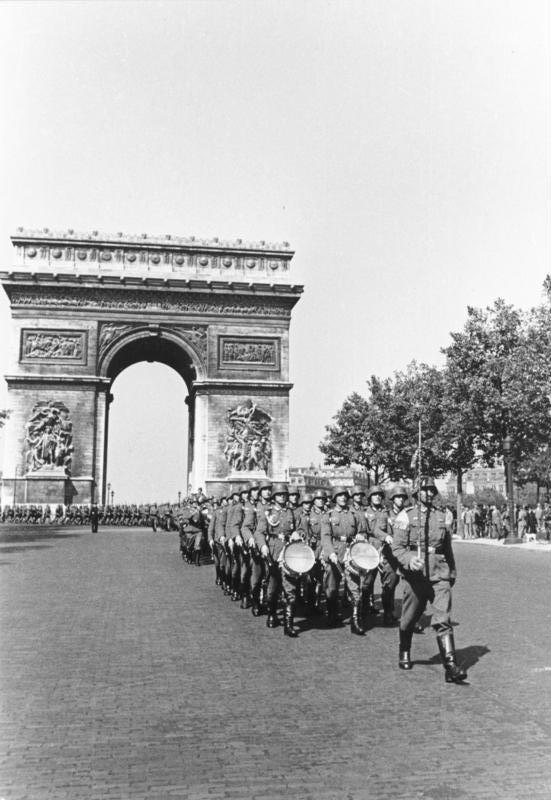
Parade deutscher Soldaten vor dem Arc de Triomphe de l’Étoile im Juni 1940

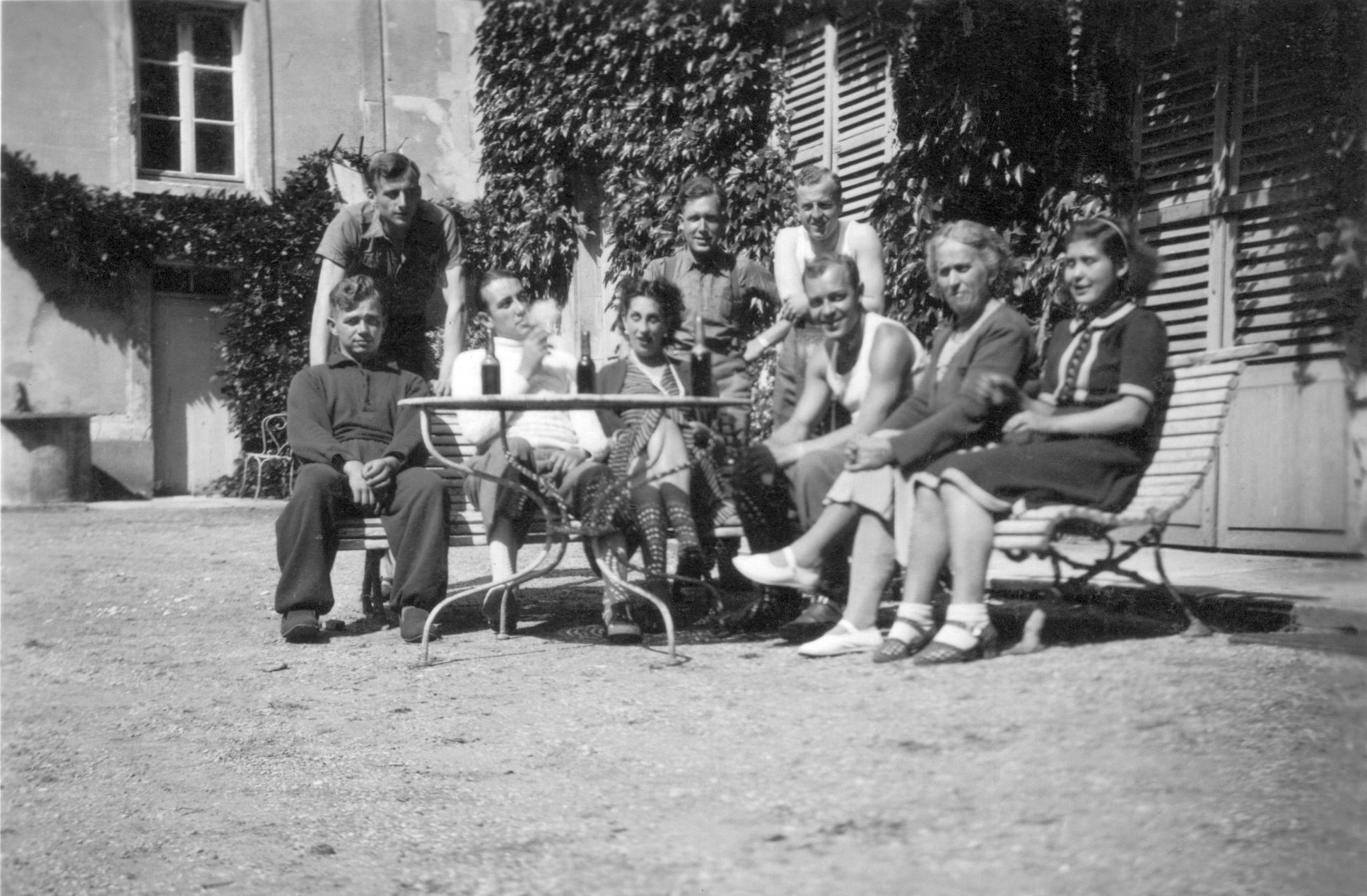
Bei französischen Bauern einquartierte Wehrmachtssoldaten in Marly-la-Ville im Mai 1940, Aufnahme aus dem Nachlass Joachim Döhler

Die deutsche Besetzung Frankreichs nach dem Westfeldzug begann mit dem Waffenstillstand vom 22. Juni 1940. Die Forces françaises libres und General de Gaulle führten den Kampf mit Unterstützung der Alliierten weiter. 1944 bildete er schließlich die Provisorische Regierung der Französischen Republik. Die Besetzung endete mit der Kapitulation der deutschen Truppen anlässlich der Befreiung von Paris am 24. August 1944.
Die deutsche Eroberung von Paris hatte in Frankreich am 16. Juni 1940 die Ersetzung der Regierung Reynaud durch die Regierung Pétain zur Folge, die erklärtermaßen eine Fortsetzung des Zweiten Weltkriegs von französischer Seite für aussichtslos hielt. Sie schloss am 22. Juni 1940 mit Hitlerdeutschland den Waffenstillstand von Compiègne. Dieser teilte das französische Staatsgebiet in eine besetzte und eine unbesetzte Zone. Einer deutschen Militärverwaltung unter einem Militärbefehlshaber in Frankreich mit Sitz in Paris, General Otto von Stülpnagel, unterstand Nord- und Westfrankreich mit den wichtigen Industriegebieten im Norden sowie der gesamten Kanal- und Atlantikküste bis zur spanischen Grenze. Die nördlichen Départements Nord und Pas-de-Calais wurden dem deutschen Militärbefehlshaber, General Alexander von Falkenhausen mit Sitz in der belgischen Hauptstadt Brüssel unterstellt. Das Territorium des Reichslands Elsaß-Lothringen, das Deutschland 1919 im Friedensvertrag von Versailles an Frankreich hatte abtreten müssen, wurde den Gauleitern der Reichsgaue Baden und Saarpfalz als CdZ-Gebiete „Elsaß“ bzw. „Lothringen“ unterstellt. In Frankreichs unbesetztem Süden war der Badeort Vichy im Département Allier ab Juli 1940 Sitz der neuen französischen Regierung mit dem Staatsoberhaupt und Ministerpräsidenten Marschall Henri Philippe Pétain. Dem Vichy-Regime unterstanden ungefähr 40 Prozent des französischen Staatsgebiets mitsamt den Kolonien sowie ein 100.000 Mann starkes Freiwilligenheer, ein bedeutender Teil der Kriegsmarine, der sich in die Häfen des Mittelmeers und der Kolonien zurückgezogen hatte, und eine kleine Luftwaffe.
Neben den Militärverwaltungen wurden im Lauf der Besatzungszeit weitere Organisationen mit besonderen Machtbefugnissen wie SS- und Polizeiführer im besetzten Teil Frankreichs installiert.
Das Vichy-Regime entwickelte rasch eine Politik der Kollaboration mit den Deutschen im Kampf gegen den französischen Widerstand, die Résistance, und führte wie deutsche Behörden in der Nordzone auch selbst eine Verfolgung der jüdischen Bevölkerung in der unbesetzten Südzone durch. Sie wurde nach Deutschland und Polen deportiert. Diese Konstellation wurde nach der Landung der Alliierten im November 1942 in Französisch-Nordafrika (Marokko und Algerien) zusätzlich verstärkt. Weil die Franzosen zögerten, dieser Invasion entgegenzutreten, wurde auch Südfrankreich militärisch besetzt. Offiziell blieb die Vichy-Regierung souverän. Das neu besetzte Gebiet wurde aber einem deutschen „Befehlshaber Heeresgebiet Südfrankreich“ unterstellt und die französische Armee entwaffnet.

## Hintergrund der Teilbesetzung
Für den NS-Staat gab es zwingende Gründe, einen französischen Reststaat – das Vichy-Regime – zu begünstigen, der nicht unter seinem direkten Einfluss stand. Um Großbritannien als einzigen handlungsfähigen Gegner durch eine Invasion – das Unternehmen Seelöwe – oder durch Abschneiden der Seewege in die Knie zu zwingen, mussten die Kanal- und die Atlantikküste besetzt werden. Ein Hindernis für die Ziele deutscher Kriegführung und Außenpolitik waren die italienischen Ansprüche, die Benito Mussolini durchzusetzen versuchte. Er betrachtete das Mittelmeer als „mare nostro“, also Meer Italiens, und bestand darauf, das westliche Mittelmeer von deutschen Truppen freizuhalten. Er wollte Tunis annektieren. Das hätte das deutsche Vorhaben sabotiert, Philippe Pétain für die Achsenmächte zu gewinnen; der neue Staatschef war über das britische Verhalten während des Westfeldzugs vor allem in der letzten Phase verbittert. Mussolinis Pläne hätten das Bestreben von Theodore Roosevelt junior begünstigt, Frankreich unter Verweis auf den späteren Kriegseintritt der USA zum weiteren Widerstand gegen Deutschland im Krieg zu halten und die von Winston Churchill angebotene Französisch-britische Union zu verwirklichen. Ein unbesetztes Territorium hingegen konnte die französische Neigung weiter schwächen, sich darauf einzulassen. Hinzu kam Pétains Stolz: Der Marschall weigerte sich, in einem besetzten Teil Frankreichs seinen Regierungssitz zu nehmen.
Italiens Rolle in dieser Situation ist von Mussolinis Verhalten gekennzeichnet; er wollte seine Vormachtstellung im Mittelmeerraum demonstrieren und fiel, ohne die deutsche Seite zu informieren, im Oktober 1940 von Albanien aus in Griechenland ein. Der „Duce“ hatte eine Lage geschaffen, die für Deutschland zu einer Bedrohung des rumänischen Erdölgebietes von Ploiești wurde und somit äußerst gefährlich war: Es landeten britische Truppen, die Athen bisher nicht ins Land gelassen hatte, auf griechischem Territorium. Das wiederum zwang die deutsche Führung zum Balkanfeldzug (1941), der alle Pläne durcheinander warf und erst mit der Luftlandeschlacht um Kreta ein vorläufiges Ende fand. Der Beginn des Unternehmens Barbarossa verspätete sich dadurch um rund vier Wochen.
Deutschland wollte unbedingt verhindern, dass die starke französische Mittelmeerflotte sich nach einer deutschen Besetzung ihrer europäischen Basen den britischen Seestreitkräften anschloss. Admiral François Darlans Pläne für diesen Fall sahen vor, mit den in Toulon liegenden Einheiten nach Französisch-Nordafrika auszuweichen, danach die französischen Kolonien politisch abzuspalten und sich den Briten anzuschließen. Erst der britische Angriff auf die französische Flotte in Mers-el-Kébir (Operation Catapult) mit vielen Toten machte diese deutsche Sorge gegenstandslos. Nach der Landung der Alliierten in Nordafrika im Herbst 1942 rückten Deutschland und Italien in den unbesetzten Teil Frankreichs ein; denn nun musste die europäische Südflanke geschützt werden, was Marschall Pétain weder konnte noch wollte.

## Organisation und Zielsetzung unter deutscher Besetzung

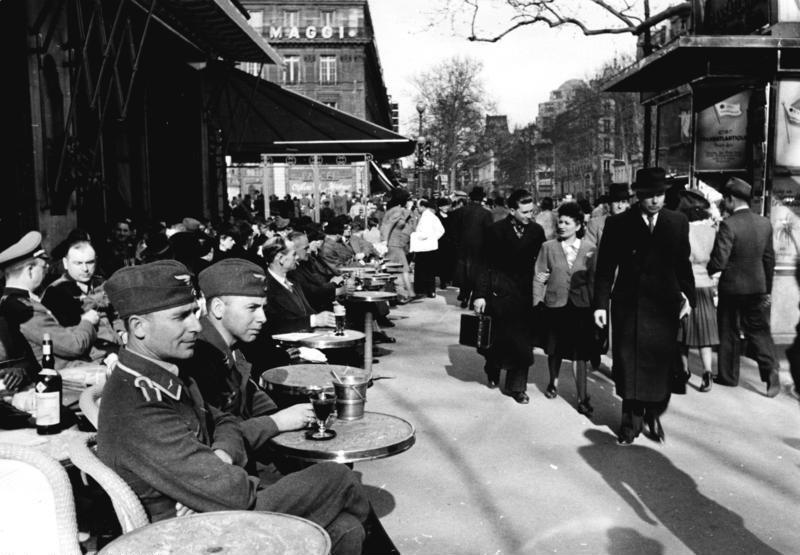
Pariser Straßenszene (1941)

Während im besetzten Teil Frankreichs der Kommandostab in der Militärverwaltung die deutschen Besatzungstruppen befehligte, kontrollierte der Verwaltungsstab die französische Verwaltung. Ziel der Deutschen war eine Besatzungsform mit einem Minimum an militärischem und verwaltungsmäßigem Aufwand, was die Bereitschaft französischer Verwaltungsbehörden und nicht zuletzt eines großen Teils der französischen Bevölkerung zu einer reibungslosen Zusammenarbeit mit den deutschen Besatzern voraussetzte. Tatsächlich reichte der deutschen Militärverwaltung ein relativ kleiner Apparat von insgesamt 1.200 Beamten und Offizieren aus, den besetzten Teil Frankreichs zu regieren und die vom Deutschen Reich zur Kriegführung dringend benötigten industriellen und landwirtschaftlichen Lieferungen sicherzustellen. Langfristig sollte eine funktionierende französische Wirtschaft in einen von Deutschland angestrebten und dominierten Großwirtschaftsraum integriert werden.
Um die deutsche Kriegswirtschaft zu entlasten, wurden französischen Firmen im Zweiten Weltkrieg zunehmend Aufträge von deutscher Seite übertragen und die Wirtschaftskraft Frankreichs fast vollständig auf die Bedürfnisse des Deutschen Reichs eingestellt. Die Kosten der Besatzung wurden von Frankreich eingefordert, das 20 Millionen Reichsmark täglich zu zahlen hatte. Die von den Deutschen bewusst zu hoch berechneten Besatzungskosten machten die größten Belastungen für den französischen Staatshaushalt aus, dem kein entsprechendes Steueraufkommen gegenüberstand. Im Durchschnitt musste Frankreich pro Tag 20 Mio. Reichsmark aufbringen, von 1940 bis 1944 insgesamt mehr als 600 Mrd. Franc.

### Demarkationslinie und Zonen in Frankreich (1940–1944)

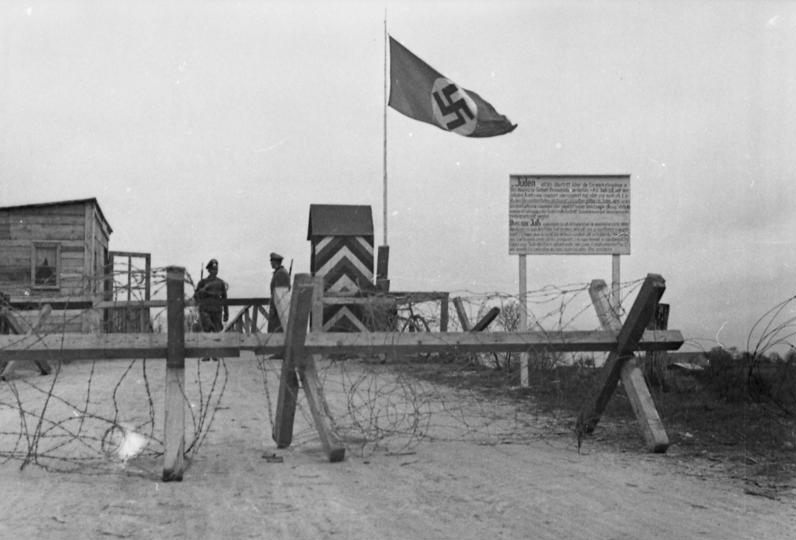
Kontrollposten an der Demarkationslinie (Januar 1941)

Der französisch-deutsche Waffenstillstand führte zur Trennung Frankreichs in zwei Hauptzonen: die „Besetzte Zone“, welche die von der deutschen Wehrmacht besetzten Gebiete umfasste, sowie die „Freie Zone“, die im Volksmund auch als „Nono-Zone“ (nono für non occupée – „nicht besetzt“) bezeichnet wurde. Die etwa 1200 Kilometer lange Demarkationslinie begann an der spanischen Grenze bei Arnéguy im Departement Basses-Pyrénées (Pyrénées-Atlantiques), führte dann über Mont-de-Marsan, Libourne, Confolens und Loches und verlief bis in den Norden des Departements Indre, wo sie nach Osten abzweigte und nach der Durchquerung von Vierzon, Saint-Amand-Montrond, Moulins, Charolles und Dole bei Gex an der Schweizer Grenze endete.

#### Besetzte Zone (Nordzone)
Diese von den Deutschen besetzte Zone stand unter dem Befehl des Militärgouverneurs von Paris, General Otto von Stülpnagel, und umfasste ungefähr 55 % des Territoriums. Im November 1942 wurde sie in „Nordzone“ umbenannt, als die Deutschen auch die freie Zone besetzen.

#### Freie Zone (Südzone)
Am 2. Juli 1940 richtete sich die französische Regierung in der Stadt Vichy ein. Vichy wurde dadurch in gewisser Weise zur Hauptstadt der freien Zone. Am 10. Juli 1940 übergab das Parlament an Marschall Pétain die vollen Machtbefugnisse. Dieser verkündete den „französischen Staat“ und begann wenig später mit einer Politik der Kollaboration mit den deutschen Besetzern. Nach der deutschen Besetzung von Vichy-Frankreich im November 1942 wurde die freie Zone in „Südzone“ umbenannt.

### Weitere Sonderzonen

#### Reservierte Zone – von der Somme-Mündung zur Rhône
Die Reservierte Zone wurde von den Franzosen im Allgemeinen als „verbotene Zone“ bezeichnet, da diese nur mit erheblichen Schwierigkeiten (verstärkte Kontrollen, entlang der Kanalküste und entlang der französisch-schweizerischen Grenze) in dieses Gebiet gelangen konnten.

#### Italienisch besetzte Zone – vom Genfersee bis zum Mittelmeer
Diese Zone erstreckte sich vom Genfersee bis zum Mittelmeer. Sie führt östlich von Chambéry, Grenoble und Gap entlang bis einschließlich Nizza. Allerdings besetzen die Italiener tatsächlich nur wenige Punkte dieses Gebietes.

#### Verbotene Zone – der Bau des Atlantikwalls
Im Herbst 1941 wurde entlang der Kanal- und Atlantikküste eine verbotene Zone gebildet, ein Vorgeschmack auf den Bau des Atlantikwalls. Nur Personen, die in diesem Bereich seit mindestens drei Monaten wohnhaft waren, Personal, das für die deutsche Armee arbeitete, und Eisenbahnpersonal konnten diese Zone betreten und sich in ihr bewegen. Darüber hinaus war es verboten, zu telegrafieren oder zu telefonieren.

### Verwaltungsbereiche in der Besatzungszeit
Der besetzte Norden wurde dem Militärbezirk Belgien (Sitz des Militärbefehlshabers in Belgien) angegliedert, der besetzte Osten in fünf verschiedene Verwaltungsbereiche eingeteilt und in das Deutsche Reich eingegliedert sowie einer Militärverwaltung (Sitz des Militärbefehlshabers in Paris) unterstellt.
- Paris (Groß-Paris)
- Bezirk A (Saint-Germain-en-Laye)
- Bezirk B (Angers)
- Bezirk C (Dijon)
- Bezirk Bordeaux

In jedem Verwaltungsbezirk wurden wiederum eine Feldkommandantur sowie Kreiskommandanturen installiert.

### Besatzungstruppen, Sicherheitspolizei und SS

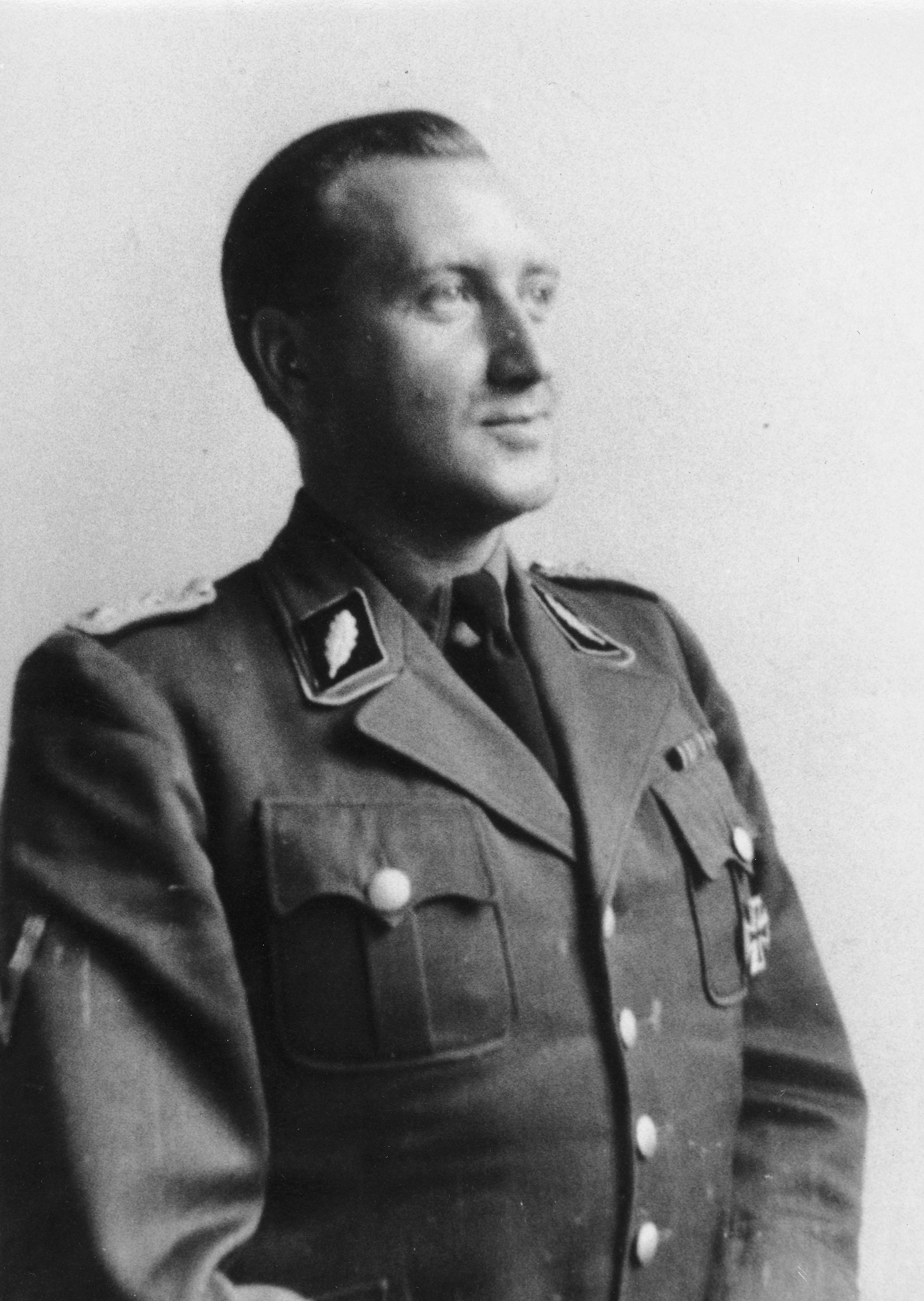
Helmut Knochen (1942), Befehlshaber Sipo und SD

Die Besatzungstruppen in Frankreich umfassten ca. 50.000 Mann.

Bekanntmachung der Geiselnahme von Häftlingen

Feldgendarmerie und Geheime Feldpolizei (GFP) waren in Polizeistationen in der jeweiligen Départements stationiert und hatten nachrichtendienstliche Befugnisse in den Bezirkshauptstädten.
Ab Juni 1940 wurde SS-Standartenführer Helmut Knochen als Beauftragter des Chefs der Sicherheitspolizei und des SD nach Frankreich abgeordnet und blieb es bis zum September 1944. Nach dem Nacht-und-Nebel-Erlass wurden ab Dezember 1941 des Widerstands verdächtige Personen nach Deutschland verschleppt und dort abgeurteilt oder in Konzentrationslager verbracht. Zusammen mit seinem Vorgesetzten, dem Höheren SS- und Polizeiführer Carl Oberg, und seinem Stellvertreter, KdS (Kommandeur der Sicherheitspolizei) Kurt Lischka, setzte er in Paris die Deportationen französischer Juden und Juden anderer Staatsangehörigkeit in deutsche Vernichtungslager durch.
Angesichts des immer stärker werdenden Widerstandes wurde 1942 der Exekutivapparat in Frankreich reorganisiert. Die geheime Feldpolizei (GFP), die dem Militärbefehlshaber unterstanden hatte, wurde abgelöst und ihre Aufgaben dem Reichssicherheitshauptamt (RSHA) übertragen. Helmut Knochen blieb Befehlshaber der Sicherheitspolizei (BdS) für das besetzte Frankreich. Der Höhere SS- und Polizeiführer (HSSPF), SS-Obergruppenführer Carl Oberg übernahm am 1. Juni 1942 die Leitung des Amtes VI des Sicherheitsdienstes (SD) in Paris.
Ab diesem Zeitpunkt war auch die Gestapo in Frankreich allgegenwärtig. Der sogenannte Judenberater Theodor Dannecker setzte die Deportationen in Gang.

## Wirtschaftliche Lage und Ungleichgewicht
Die Demarkationslinie brachte ein Ungleichgewicht zwischen dem Norden und Süden des Territoriums mit sich. Durch die Zerschneidung beziehungsweise die Neugliederung des französischen Territoriums nach dem Waffenstillstand sicherte sich die deutsche Besatzung die reichsten Industriegebiete sowie die gesamte Atlantikküste.
Wegen fehlender Rohstoffe, die zugunsten der deutschen Wirtschaft „konfisziert“ wurden, wurde die Industrie und Landwirtschaft der Südzone sehr behindert, wenn nicht völlig lahmgelegt. Die Lage war vor allem in der Grenzregion sehr schwierig, da Unternehmen von ihren Arbeitskräften und Landwirte von ihren Feldern abgeschnitten wurden. Aufgrund höherer Preise in der Nordzone entwickelte sich der Schmuggel und der schwarze Markt trotz aller eingeführten Kontrollmaßnahmen. Durch Schwierigkeiten in der Versorgung stieg die Gefahr von Hungersnöten.
Genauso wie der Personenverkehr unterlag der Warenverkehr der Genehmigung durch die deutschen Behörden. Im Mai 1941 trat eine gewisse Erleichterung ein, als Darlan im Austausch von Gegenleistungen in Syrien die Wiederherstellung des Verkehrs von Waren und Werten erreichte, vor allem aus der nicht besetzten in die besetzte Zone. Trotz einiger Engpässe im Bereich der Energie, der Rohstoffe und Arbeitskräfte erholte sich die Wirtschaft langsam, um sich zwischen 1942 und 1943 wieder zu verschlechtern, und 1944 völlig zusammenzubrechen. Im Februar 1943 hoben die Deutschen die Demarkationslinie auf, da sie seit November 1942 das gesamte französische Territorium besetzten.
Diese Linie verschwand jedoch nicht von den Karten des deutschen Generalstabs, und einige Einschränkungen blieben, vor allem im Warenverkehr, bestehen. Da den Franzosen bis zum Ende des Krieges die Wiedereinführung der Demarkationslinie drohte, blieb diese bis 1944 ein Druckmittel der deutschen Besatzer.
Mit dem Francolor-Abkommen nutzte die I.G. Farben die deutsche Besetzung aus und raubte 51 % der französischen Farbstoffindustrie.

### Nahrungsmittelknappheit

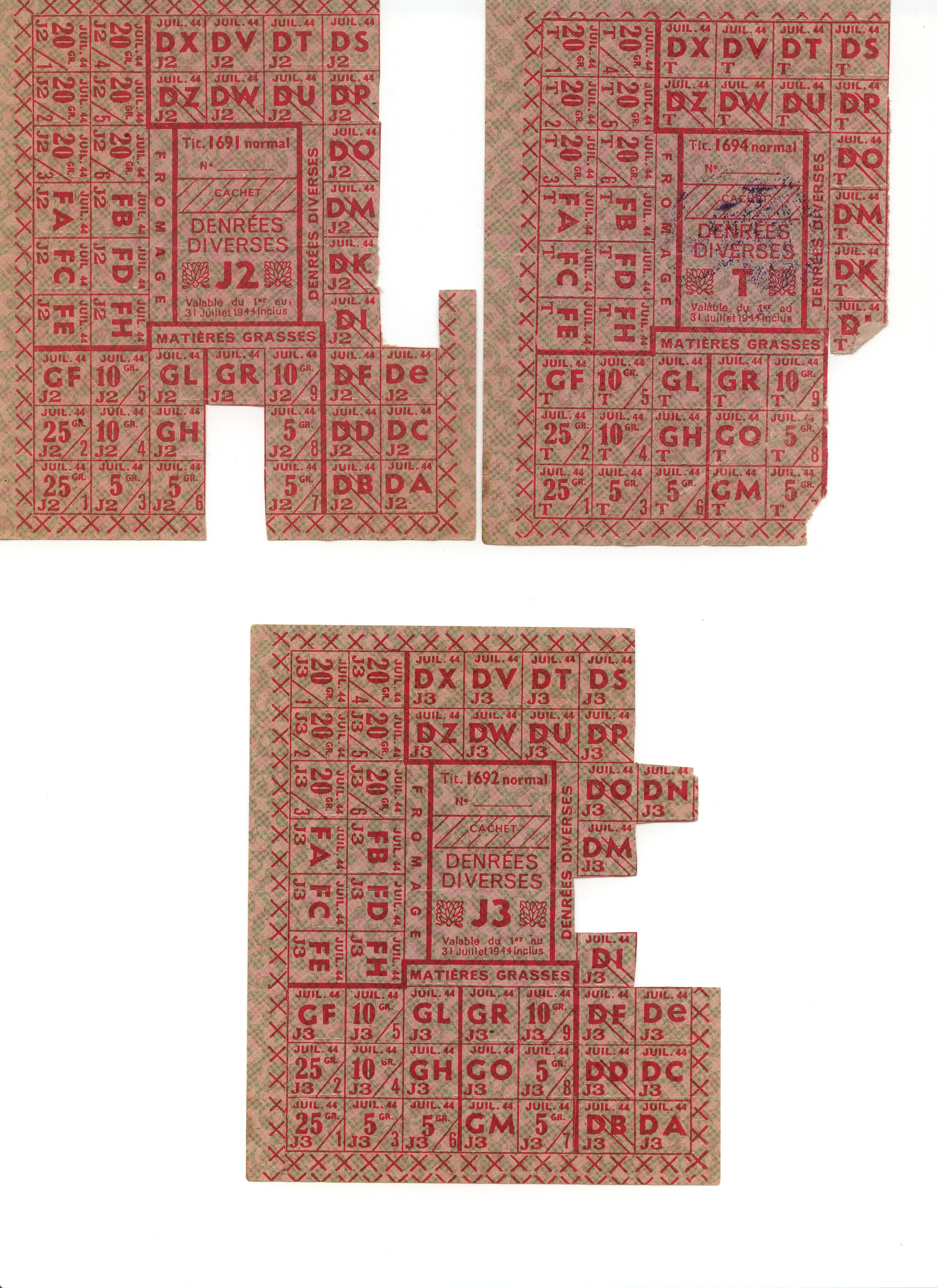
Französische Lebensmittelmarken für verschiedene Waren, Juli 1944

Versorgungsprobleme beeinflussten schnell das tägliche Leben, und in französischen Geschäften waren bald keine Waren mehr verfügbar. Mit diesen Problemen konfrontiert, reagierte die Regierung mit Einführung von Lebensmittel- und Essensmarken, mit welchen man zumindest die notwendigsten Lebensmittel oder Produkte wie Brot, Fleisch, Fisch, Zucker, Fett und Kleidung bekam.
Auch Tabakwaren und Wein mussten rationiert werden. Jeder Franzose wurde nach seinem persönlichen Energiebedarf, Alter, Geschlecht und Beruf kategorisiert und erhielt die betreffende Ration.
Lange Warteschlangen gehörten vor allem im Stadtbereich zum täglichen Bild. Produkte wie Zucker oder Kaffee wurden durch Ersatzstoffe ersetzt – Kaffee durch Chicorée (frz. für Zichorie) und Zucker durch Saccharin. Händler nutzen diesen Umstand zu deren Vorteil und verkauften auf dem Schwarzmarkt Nahrungsmittel ohne Lebensmittel- und Essensmarken zu hohen Preisen.

### Rohstoffmangel
Im Jahr 1939 betrug der Kraftstoffverbrauch in Frankreich etwa 3 Millionen Tonnen. Nach dem Waffenstillstand vom 22. Juni 1940 verfügte Frankreich lediglich über 200.000 Tonnen an Reserve. Während der deutschen Besatzung wurden unter anderem die Vergaser der PKW sparsamer eingestellt, sodass der Kraftstoffverbrauch etwa ein Viertel kleiner war als vor dem Krieg.

### Verpflichtungszahlungen
Das deutsch-französische Waffenstillstandsabkommen sah im Artikel 18 folgende Bestimmungen vor: „Die Wartungskosten der deutschen Besatzungstruppen auf französischem Gebiet werden von der französischen Regierung getragen.“ Die täglichen Verpflichtungszahlungen wurden auf 400 Millionen Franc festgelegt. Im Januar 1941 wurde diese Zahlungsverpflichtung auf 300 Millionen Franc reduziert, Ende 1941 auf 109 Millionen Franc.
Im Jahr 1942 wurden Verpflichtungszahlungen in der Höhe von insgesamt 285,5 Milliarden Franc an das Deutsche Reich geleistet. 109,5 Milliarden für Raumkosten, 6 Milliarden für Wohnkosten, 50 Milliarden Vorauszahlung für Reinigung und 120 Milliarden weitere Finanzdienstleistungsausgaben.

## Die Fortsetzung des Krieges
Trotz des Waffenstillstandes ging der Krieg weiter und die deutsche Wehrmacht wurde auch in Frankreich das Ziel der Alliierten.

### Alliierte Bombenangriffe
Durch weitere Bombenangriffe der Alliierten nach dem Waffenstillstandsabkommen vom 22. Juni 1940 zählte Frankreich zu den am schwersten betroffenen Ländern, die Bombenopfer zu beklagen hatten. Während der Operation Overlord im Jahr 1944 verstärkten sich die Bombardements zusätzlich. Als Vorbereitung für die geplante Invasion am 26. Mai 1944 in der Normandie griff die alliierte Luftwaffe vor allem Verkehrswege in Frankreich an. Bei den Bombardierungen von Lyon, Nizza und Saint-Etienne kamen an einem Tag 3760 Menschen ums Leben.

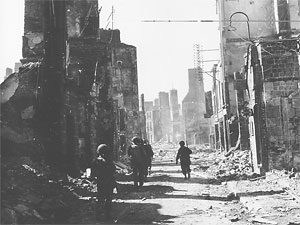
Die Zerstörungen in Mortain nach der Rückgewinnung durch die Amerikaner

Französische Verluste durch Bombenangriffe (1940 bis 1945)
| Jahr | Tote  | Verletzte | Zerstörte Gebäude | Beschädigte Gebäude |
| ---- | ----- | --------- | ----------------- | ------------------- |
| 1940 | 3543  | 2649      | 25471             | 53465               |
| 1941 | 1357  | 1670      | 3265              | 9740                |
| 1942 | 2579  | 5822      | 2000              | 9300                |
| 1943 | 7446  | 13779     | 12050             | 23300               |
| 1944 | 37128 | 49007     | 42230             | 86498               |
| 1945 | 1548  | 692       | 300               | 800                 |

### Pflichtarbeitsdienst (STO)

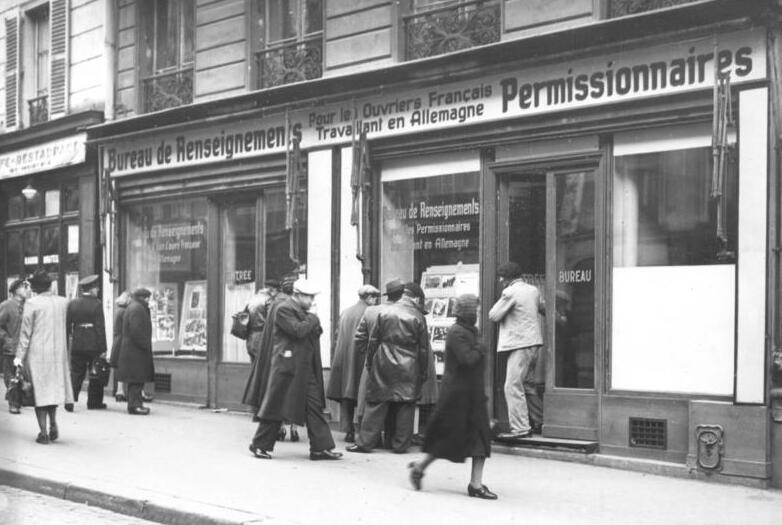
Anwerbebüro des STO in Paris, Februar 1943

Der Pflichtarbeitsdienst (Service du travail obligatoire STO) war eine Organisation zur Aushebung französischer Facharbeiter durch das Vichy-Regime zum Einsatz in der deutschen Kriegswirtschaft. Der STO wurde im Februar 1943 gegründet, nachdem die Vorgängerorganisation Relève (frz. für Ablösungsmannschaft, Nachwuchs) aus dem Jahre 1942, die ebenfalls auf Gesetzen des Vichy-Regimes beruhte, fehlgeschlagen war.
So waren Tausende z. B. bei der Reichsbahn beschäftigt, die eines der bevorzugten Ziele der taktischen alliierten Bombenangriffe war. Meist in Baracken in der Nähe von Instandsetzungswerken oder Eisenbahnknotenpunkten untergebracht, fielen auch zahlreiche französische Arbeiter, wenn für sie kein Platz in den Luftschutzbunkern war, den Bomben zum Opfer. Für viele junge Franzosen bedeutete der STO, sich zwischen der Zwangsarbeit im Deutschen Reich und dem Abtauchen in den französischen Untergrund, bis hin zur Beteiligung an den bewaffneten Kämpfen im Maquis, entscheiden zu müssen. Französische Zwangsarbeiter beteiligten sich (wie die anderer Nationen) auch am aktiven Widerstand gegen den Nationalsozialismus. In Frankreich gilt der Begriff seitdem als Synonym für die Bedarfswirtschaft.

## Kollaboration und Judenverfolgung

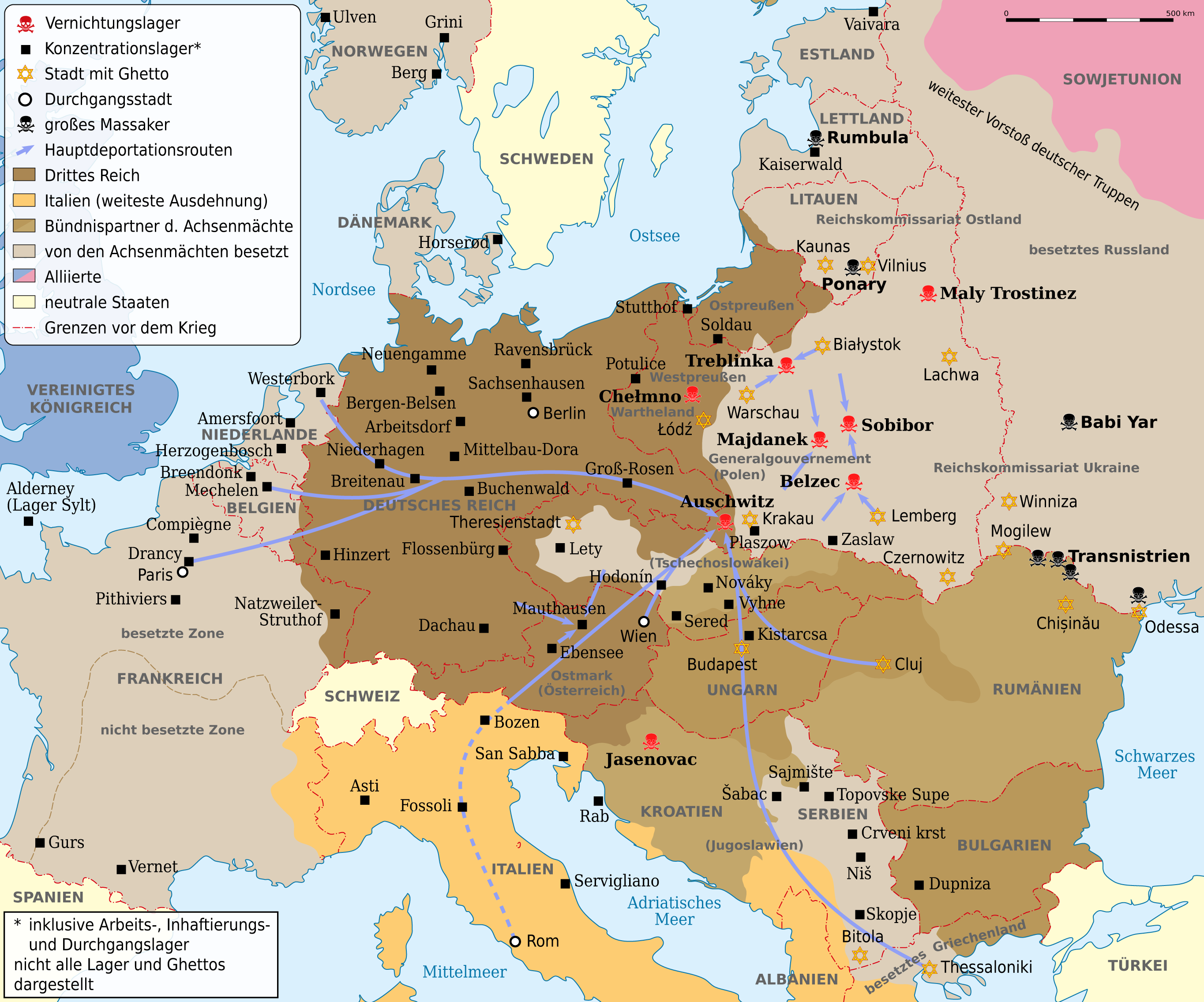
Lage der Konzentrationslager

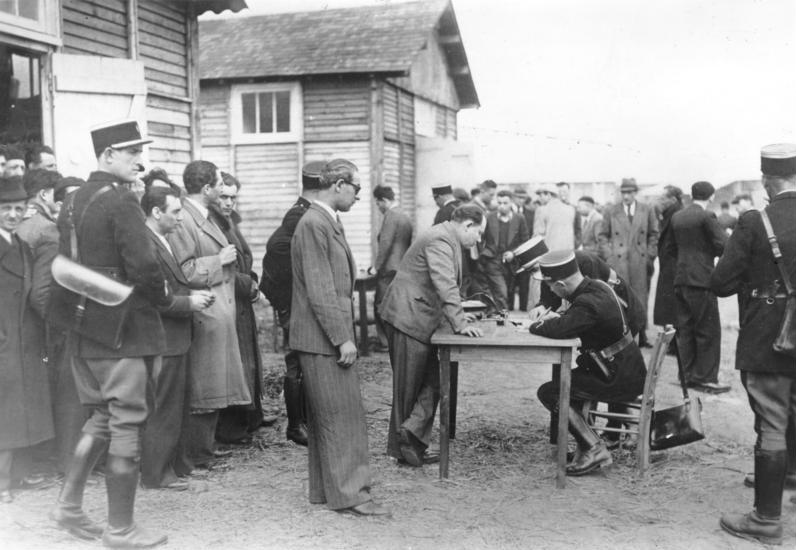
Französische Polizei überprüft angekommene Juden im Internierungslager Pithiviers

Die deutschen Behörden verfügten über drei Schnittstellen zu ihren französischen Mitarbeitern:
- Der Militärbefehlshaber für das besetzte Frankreich (MBF) mit seinem Stab aus Personal der Wehrmacht und zivilen Experten residierte im Pariser Hotel Majestic. Er war dem Oberkommando des Heeres (OKH) unterstellt und hatte neben militärischen und wirtschaftlichen zunächst auch sicherheitspolitische Aufgaben wahrzunehmen.[17]
- Vorwiegend politische Fragen wurden vom Botschafter Otto Abetz behandelt, der dem deutschen Auswärtigen Amt und damit Außenminister Joachim von Ribbentrop unterstand. Er residierte im Palais Beauharnais.[18]
- Der dritte Machtbereich auf deutscher Seite unterstand Heinrich Himmler: die Angehörigen der Ordnungs- und Sicherheitspolizeikräfte sowie des SD, die für die Sammlung von Nachrichten, für die Aufrechterhaltung von Ruhe und Ordnung in Zusammenarbeit mit den französischen Behörden sowie die Erfassung und Deportation von Juden und anderen unerwünschten ethnischen Gruppierungen zuständig waren.

Eine schwere Hypothek für das Regime stellt die teilweise freiwillige Bereitschaft dar, mit den deutschen Behörden bei Erfassung, Diskriminierung, Verhaftung und Deportation von Juden und anderen vom NS-Regime verfolgten ethnischen Minderheiten in die Vernichtungslager und der Beschlagnahme (Arisierung) ihres Besitzes mitzuwirken. So wurden zuerst Oktober 1940 und dann im Juni 1941 „Statuts des juifs“ (Sondergesetze für Juden) eingeführt, noch bevor dies die deutschen Behörden überhaupt gefordert hatten.
Das Tragen des „Judensterns“ wurde im besetzten Teil obligatorisch. Das Vichy-Régime protestierte nicht gegen die Einführung des „Gelben Sterns“ in der besetzten Zone und ließ seinerseits in Identitätspapieren den Stempel Juif anbringen. Zwischen 1942 und 1944 wurden 73.853 als jüdisch deklarierte Menschen (rund ein Viertel aller in Frankreich lebenden Juden) in Vernichtungslager deportiert; zwei Drittel von ihnen besaßen nicht die französische Staatsbürgerschaft.

## Der französische Widerstand (Résistance)

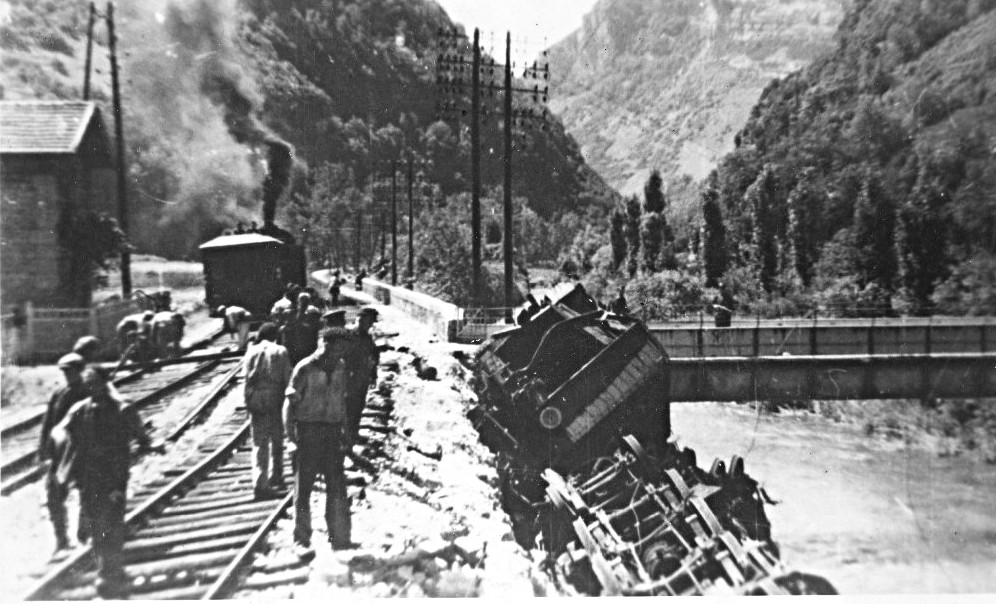
Entgleister Zug bei Saint-Rambert-en-Bugey, Aufnahme 6. Juli 1944

Die Résistance in Frankreich entstand unmittelbar nach der deutschen Okkupation und dem von Marschall Pétain mit Deutschland unterzeichneten Waffenstillstand vom 22. Juni 1940. Anfangs waren es nur wenige Tausend Menschen, die die deutsche Besetzung nicht einfach erdulden wollten. Ihr Ziel war das planmäßige Vorgehen gegen die Besatzer. Die Résistance war nicht einheitlich organisiert und geführt, sondern verfolgte im Sinne ihrer Trägerorganisationen verschiedene Ziele.
Im Frühjahr 1943 gelang es Jean Moulin, einem Abgesandten General de Gaulles, die wichtigsten politischen Gruppierungen zumindest auf allgemein gehaltene gemeinsame Ziele festzulegen und eine Koordinierungsinstanz zu etablieren. Gegen das von den Deutschen verwendete Hakenkreuz wurde das Lothringer Kreuz auch von der Résistance als Symbol des französischen Befreiungskampfes übernommen.

Lothringer Kreuz

Die Aktivitäten der Résistance umfassten unter anderem:
- Sammlung und Übermittlung von Informationen;
- Sabotage (Eisenbahnen, Telefonleitungen etc.);
- Tötung von deutschen Offizieren und Soldaten sowie Mitarbeitern;
- Logistische Unterstützung für alliierte Flieger und Fallschirmjäger;
- Organisation der Fluchtwege oder Grenzübergänge (einschließlich der Demarkationslinie);
- Herstellung von gefälschten Dokumenten.

Die Résistance und ihre Ableger bauten verschiedene Organisationen auf, um Menschen zu helfen, über die Grenze in neutrale Staaten zu kommen oder sich in Frankreich oder Benelux mit falschen Papieren zu verbergen. Tausende abgeschossene Piloten wurden gepflegt und über Netzwerke wie Komet außer Landes gebracht. Jüdischen Familien und Kindern wurde von französischen Familien Unterschlupf geboten, zum Beispiel in Le Chambon-sur-Lignon. Junge Wehrpflichtige (sog. Malgré-nous) aus Elsass-Lothringen, die als Deutsche galten und sich durch die Flucht ins besetzte oder unbesetzte Frankreich der deutschen Zwangsrekrutierung entzogen, und junge Franzosen, denen die Deportation zur Zwangsarbeit oder die Verpflichtung drohte, wurden unterstützt und teilweise für den aktiven Widerstand rekrutiert.